# 드레스덴구

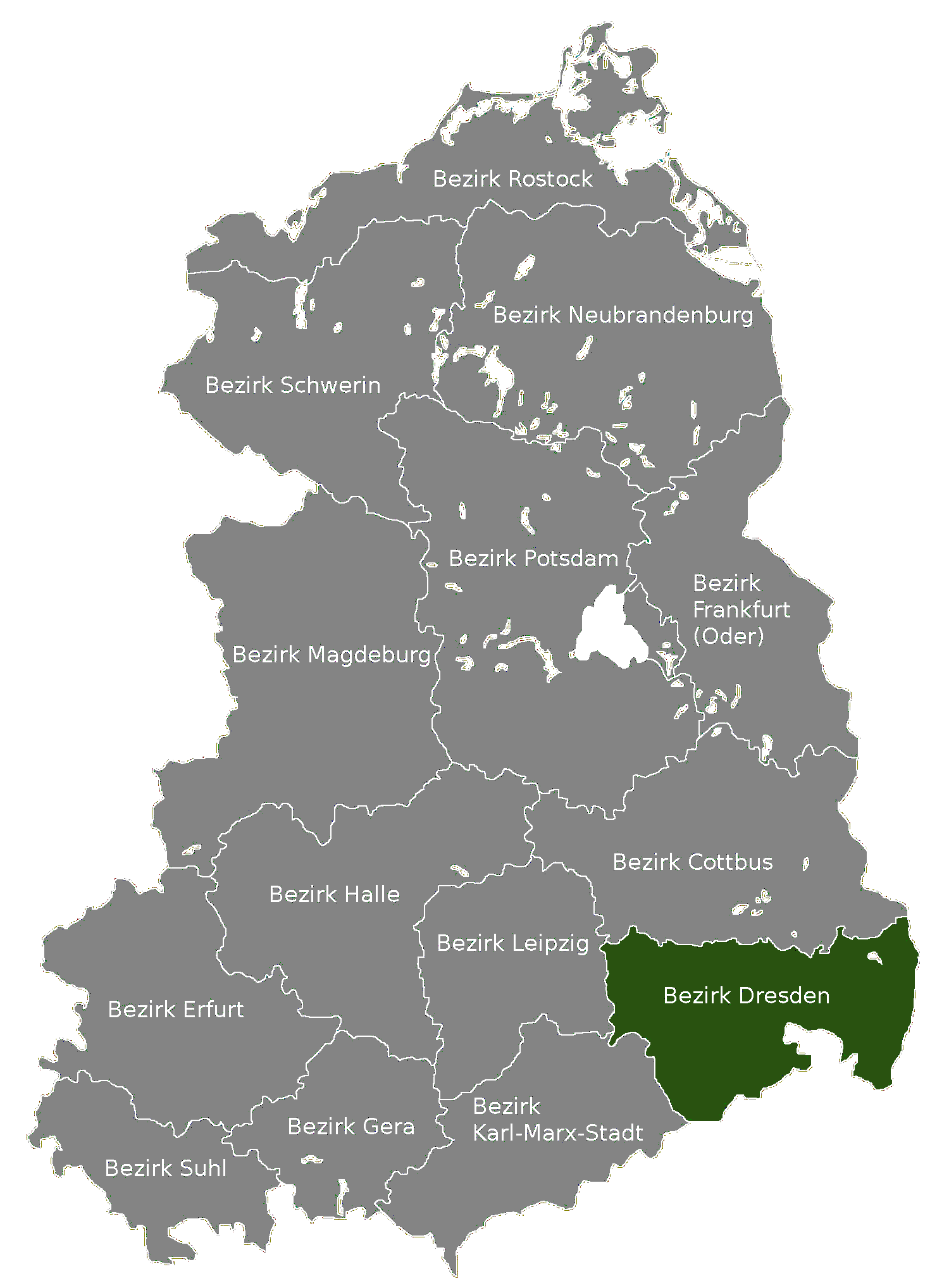
드레스덴 구의 위치

드레스덴구(독일어: Bezirk Dresden)는 과거 동독(독일 민주 공화국)에 존재했던 14개 구 가운데 하나로 구청 소재지는 드레스덴이었다.

## 행정 구역 정보
- 구청 소재지: 드레스덴
- 면적: 6,738km2
- 인구: 1,757,400명 (1989년 당시 기준)
- 인구 밀도: 260명/km2
- 차량 번호판 코드: R, Y
- 하위 행정 구역: 15개 군, 2개 시

## 역사
1952년 7월 25일에 시행된 행정 구역 개편 당시에 폐지된 주를 대신하여 신설된 14개 구 가운데 하나였다. 1990년 동서독 통일 당시에 작센 주에 편입되었다.

## 지리
동독 남동부에 위치한 구였으며 남쪽으로는 체코슬로바키아, 동쪽으로는 폴란드와 국경을 접하고 있었다. 북쪽으로는 콧부스 구, 북서쪽으로는 라이프치히 구, 서쪽으로는 카를마르크스슈타트 구와 접하고 있었다.

### 하위 행정 구역
- 15개 군(Landkreise): 바우첸 군(Bautzen), 비쇼프스베르다 군(Bischofswerda), 디폴디스발데 군(Dippoldiswalde), 드레스덴란트 군(Dresden-Land), 프라이탈 군(Freital), 괴를리츠 군(Görlitz), 그로센하인 군(Großenhain), 카멘츠 군(Kamenz), 뢰바우 군(Löbau), 마이센 군(Meißen), 니스키 군(Niesky), 피르나 군(Pirna), 리자 군(Riesa), 제프니츠 군(Sebnitz), 치타우 군(Zittau)
- 2개 시(Stadtkreise): 드레스덴 시(Dresden), 괴를리츠 시(Görlitz)

## 같이 보기
- 동독의 행정 구역
- 카를마르크스슈타트구
- 라이프치히구